# Catharina van Vendôme
Catharina van Vendôme (circa 1350 - 1 april 1412) was van 1372 tot 1403 gravin van Vendôme en Castres. Ze behoorde tot het huis Montoire.

## Levensloop
Catharina was een dochter van graaf Jan VI van Vendôme en diens echtgenote Johanna van Ponthieu, dochter van Jan II van Ponthieu, graaf van Aumale. In 1364 huwde ze met graaf Jan I van La Marche, uit het huis Bourbon.
Na de dood van haar nicht Johanna in 1372 erfde Catharina de graafschappen Vendôme en Castres. Ze regeerde eerst samen met haar echtgenoot Jan I van La Marche en na diens dood in 1393 met haar zoon Lodewijk I.
In 1403 stond ze haar rechten op Vendôme af aan haar zoon Lodewijk I. Catharina overleed in april 1412.

## Nakomelingen
Catharina en haar echtgenoot Jan I van La Marche kregen volgende kinderen:
- Jacob II (1370-1438), graaf van La Marche en Castres
- Isabella (1373-?), zuster in Poissy
- Lodewijk I (1376-1446), graaf van Vendôme
- Jan (1378-1457), heer van Carency, huwde in 1416 met Catharina, dochter van graaf Filips van Artesië van Jan, en in 1420 met zijn maîtresse Jeanne de Vendômois
- Anna (1380-1408), huwde in 1390 met Jan van Berry, graaf van Montpensier, en in 1402 met hertog Lodewijk VII van Beieren
- Maria (1386-1463), vrouwe van Brehencourt, huwde met Jean de Baynes, heer van Croix
- Charlotte (1388-1422), huwde in 1411 met koning Janus van Cyprus